# Kodeks 0175
Kodeks 0175 (Gregory-Aland no. 0175) – grecki kodeks uncjalny Nowego Testamentu na pergaminie, paleograficznie datowany na V wiek. Rękopis pochodzi z Egiptu, przechowywany jest we Florencji. Do naszych czasów zachował się jedynie fragment jednej karty kodeksu.

## Opis
Do dziś zachował się fragment jednej karty kodeksu, z tekstem Dziejów Apostolskich 6,7-15. Zachowany fragment kodeksu ma rozmiary 17 na 12 cm (według rekonstrukcji). Tekst pisany jest jedną kolumną na stronę, w 20 linijkach w kolumnie (według rekonstrukcji).

## Tekst
Tekst fragmentu reprezentuje aleksandryjską tradycję tekstualną. Kurt Aland zaklasyfikował go do kategorii II.

## Historia
INTF datuje rękopis na V wiek. Fragment został znaleziony w Oksyrynchos. Jako miejsce prawdopodobnego powstania kodeksu wskazywany jest Egipt.
Na listę rękopisów Nowego Testamentu wciągnął go Ernst von Dobschütz, oznaczając go przy pomocy siglum 0175.
Facsimile fragmentu opublikował Ermenegildo Pistelli w 1913 oraz Mario Naldini w 1965. Fragment badał paleograf Guglielmo Cavallo.
Rękopis jest przechowywany w Biblioteka Laurenziana (PSI 125) we Florencji.